# In the Heart of the Young
In the Heart of the Young je druhé studiové album americké rockové skupiny Winger, vydané 24. července 1990 přes vydavatelství Atlantic Records. Album se umístilo v žebříčku Billboard 200 na 15. místě a ve Finsku na 27. místě.
Je to nejúspěšnější album skupiny, které přineslo tři hitové singly: „Can't Get Enuff“, „Easy Come Easy Go“ a „Miles Away“.
Album vyšlo v úpadku glam metalu, ale v USA se prodalo alba přes milion kopií a stalo se platinovým albem a v Kanadě se prodalo alba přes 50 tisíc kopií a stalo se zlatým albem stejně jako debutové album.
Album těsně navázalo na debutové album skupiny, ale skupina se rozhodla klást větší důraz na progresivní metal a nově na power pop balady.

## Seznam skladeb
Všechny skladby napsali Kip Winger a Reb Beach, pokud není uvedeno jinak.
| Pořadí         | Název                              | Autor                                       | Délka |
| -------------- | ---------------------------------- | ------------------------------------------- | ----- |
| 1.             | Can't Get Enuff                    |                                             | 4:19  |
| 2.             | Loosen Up                          | Winger, Beach, Paul Taylor, Rod Morgenstein | 3:28  |
| 3.             | Miles Away                         | Taylor                                      | 4:11  |
| 4.             | Easy Come Easy Go                  | Winger                                      | 4:03  |
| 5.             | Rainbow in the Rose                | Winger, Beach                               | 5:33  |
| 6.             | In the Day We'll Never See         | Winger, Beach, Taylor, Morgenstein          | 4:50  |
| 7.             | Under One Condition                |                                             | 4:27  |
| 8.             | Little Dirty Blonde                | Winger, Taylor                              | 3:31  |
| 9.             | Baptized by Fire                   |                                             | 4:11  |
| 10.            | You Are the Saint, I Am the Sinner |                                             | 3:35  |
| 11.            | In the Heart of the Young          | Winger                                      | 4:37  |
| Celková délka: | Celková délka:                     | Celková délka:                              | 43:35 |

## Obsazení
- Kip Winger – zpěv, baskytara, klávesy
- Reb Beach – kytary, doprovodný zpěv
- Paul Taylor – klávesy, doprovodný zpěv, rytmická kytara
- Rod Morgenstein – bicí